# Ерзянський фольклор
Ерзянський фольклор (ерз. Ěrzäń foĺklor) — усна народна творчість ерзян, представлена колективною художньо-літературною, а також музично-творчою діяльністю народу; невід'ємний розділ традиційної народної культури ерзян. Поширення й побутування включає передусім національні республіки Мордовія і Татарстан, а також Пензенську, Тамбовську, Саратовську й Ульяновську області.
До основних літературних жанрів ерзянського фольклору відносять перекази, пісні (трудові, обрядові, побутові), казки, епос, народну поетичну творчість (прислів'я), тощо.
Найвизначніші твори ерзянської народної творчості були включені до першої збірки найкращих зразків фольклору «Эрзянь фольклор», яка вийшла друком у 1939 році. Туди увійшли зокрема пісні, казки, частівки, загадки і обрядові жанри.

## Історія
Одним із перших збирачів та інтерпретаторів ерзянського фольклору вважається письменник-реаліст та етнограф Павло Мельников-Печерський, який у другій половині 19 століття ініціював науковий і громадський інтерес до фіно-угорських народів, які проживали в Російській імперії. У 1851 році у своїй статті «Ерзянське весілля» він докладно і детально подав опис весільного обряду ерзян, супроводжуючи його текстами весільних пісень, голосінь, молитов. У 1867 році вийшла його ґрунтовна праця «Нариси мордви», яка нині вважається першою спробою вивчення побуту та дохристиянських вірувань мокшан та ерзян.
У 1891 році фінський лінгвіст і фольклорист Гейккі Паасонен видав збірник зразків ерзо-мордовської народної літератури у двох частинах. До першої увійшли 54 тексти обрядових і необрядових ерзянських пісень, а також 46 приказок і 415 загадок. До другої частини були включені 18 ерзянських казок. Це видання послужило поштовхом для збору і публікацій ерзянського фольклору і вже у 1893 році відомий російський педагог-вчений Макар Євсев'єв публікує у журналі «Живая старина» свій перший варіант «Мордовського весілля», який був записаний з уст рідної матері, потім поступово доповнений іншими записами по всім жанрам і перевиданий у 1931 році.
Уперше до регіонального, але системного вивчення традиційного фольклору ерзян та мокшан, звернувся російський академік Олексій Шахматов. Зібрані ним в ерзянських селах у 1905 і 1906 році фольклорні та етнографічні матеріали (зокрема весільні та похоронні обряди, казки, перекази, загадки, прислів'я, пісні та ін.) увійшли до його «Мордовського етнографічного збірника», виданого у 1910 році.
У 1920-1930-х роках інтерес до вивчення культури Мордовії загалом почали проявляти вчені з Москви, Саратова, Пензи, Нижнього Новгорода. У 1940-1950-х роках вивчення культури мордовських народів було вже ініційовано на високому рівні: проведені фольклорні та етнографічні експедиції Інститутом етнографії АН СРСР спільно з вченими Мордовії у регіонах компактного проживання ерзян. Випускалися узагальнюючі теоретичні роботи, присвячені вивченню окремих жанрів усно-поетичної творчості ерзян.

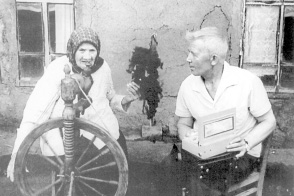
Михайло Чувашов під час однієї зі своїх фольклорних експедицій (1969-й рік)

Перше ґрунтовне наукове монографічне дослідження з ерзянського фольклору було написано у 1947 році Андрієм Маскаєвим. У цій науковій праці дослідник узагальнив результати збирання ерзянських казок, визначив їх жанрові різновиди і специфіку побутування. У 1964 році виходить ще одна його монографія, де вчений на основі великого кола фольклорних джерел вже систематизував знання з народної творчості і розглянув питання про зв'язок фольклору з історією і побутом ерзян, які були нерозривно пов'язані між собою.
Найвідомішим збирачем ерзянського фольклору у 20 столітті був Михайло Чувашов. Багаторічна пошукова робота в Мордовії дозволила йому зібрати багатющий і значущий фольклорний матеріал, який нині зберігається в багатьох російських та мордовських музеях. Це більш ніж 2 000 записів, унікальних за жанром і художньою значимістю — пісенний епос, обрядова і необрядовой лірика, весільні та похоронні голосіння, колискові пісні, дитяча народна творчість і т.д.
Не менший вклад у збір, систематизацію та публікацію ерзянського фольклору зробили різні вчені, письменники, громадські діячі, серед яких: Марізь Кемаль, Лука Кавтаськін, Олександр Самошкін, Василь Радаєв та багато ін.

## Обрядова творчість
Обрядова народна творчість ерзян представлена колядками, які виконуються на Святки під час обходу дворів з новорічними привітаннями, піснями на Масляну, тематика яких пов'язана переважно з образом жайворонка, русальними піснями, замовляннями, а також родинно-обрядовими піснями, весільними, похоронними, голосінням, піснями щодо обрядів, пов'язаних з будівництвом дому та новосіллям тощо. Серед відомих пісень — «Вай, куроксто, куроксто» (укр. «Ой, швидше, швидше»), «Мазый садсо» (укр. «У гарному саду») та ін.

## Героїчний епос
Героїчний епос увіковічнює славні вчинки народних героїв ерзян, зокрема історичних та вигаданих. Посідаючи окреме місце в усній творчості ерзянського фольклору, він включає в себе билини, думи, а також історичні пісні. Твори переважно героїчного, рідше — соціально-побутового характеру.
Найвідомішою епічною піснею ерзян вважається пісня «Тюште», що оповідає про історію легендарного ерзянського князя.

## Балади
Найбільшу групу у фольклорі ерзян становлять балади сімейно-побутового характеру. Характерними для ерзян є балади з напруженим сюжетом, який драматизується за рахунок міфілогічних і містичних мотивів. Притаманні ефекти нарощування психологізму та трагізму.
Показовою є ерзянська міфологічна балада «Кузмань Даря».

## Ліричні пісні
Великий прошарок народної творчості ерзян представлений ліричними піснями, на репертуар і музичну стилістику яких суттєво вплинули російські, а в окремих випадках й українські ліричні пісні (переважно стосується ерзян з Сибіру і Далекого Сходу) унаслідок тісних культурних відносин народів.
Тематика ерзянських ліричних пісень різноманітна і умовно поділена на дві групи: ліричні родинно-побутові і ліричні суспільно-побутові. Пісні передають особисте життя людини, стосунки в сім'ї, драми, конфлікти; відтворюють загальнонародні проблеми, або проблеми певної соціальної групи, верстви населення. Частина пісень емоційно насичена.
До найкращих зразків народної ерзянської лірики відносять: «Mazy dugam a Ohim!» (укр. «Гарна сестриця Юхима»), «Oh, urvinem ěednem!» (укр. «О сношенько — дитятко!»), «Učovliń, od cöra» (укр. «Почекала би тебе, молоденький»), «Ton simat jarsat» (укр. «Ти гуляєш, веселишся») та інші.

## Казкова проза
Казковий епос як частина усної народної творчості є великим пластом ерзянської словесності. Казкова проза представлена здебільшого творами фантастичного, героїчно-авантюрного та побутового характеру. В ерзянських казках відображено вірування й цінності народу. Важливе місце займають казки про тварин. Сюжети багатоепізодні, з драматичним розвитком подій, зосереджені на дії, а також на героєві. Мають завжди щасливе закінчення.
Перші ерзянські народні казки були опубліковані у 1928 році у збірнику Макара Євсев'єва «Ерзянь ёвкст» (укр. «Ерзянські казки»). У збірнику містилося 66 казок.
Серед відомих фантастичних — «Сыре-варда», «Вирява», «Сырьжа», «Кулома», а побутових — «Пси нурдт» («укр. Гарячі сані»), «Сёвонень идне» («укр. Глиняне дитятко»).

## Історична проза
Народні ерзянські легенди, перекази, оповідання мають характерний зв'язок з російською народною творчістю. Народна історична проза представлена багатьма запозиченнями як власне героїв, місця дії в цілому, так і тематики зокрема.
Поетика відзначається сталим сюжетом, який передається у вільній формі, інформація імпровізується (зберігається лише основна, важлива), подається звичайною народною мовою без поетичних фігур.
Вступні елементи і кінцівки у прозі подібні російської композиції і будові.

## Пареміографія
Ерзянська пареміографія представлена багатьма жанрами, зокрема афоризмами, загадками, приповідками, побажаннями, приказками, прикметами, прислів'ями і тостами. Найбільш популярні — загадки, приказки та прислів'я.
У давнину ерзянська загадка мала культове значення, була пов'язана з повір'ями та обрядами. Вперше тексти ерзянських загадок було опубліковано у 1883 в Казані. Найбільший внесок у збір і вивчення загадкок внесли Гейккі Паасонен, Олексій Шахматов та Кирило Самородов. Останній виділив 3 види загадкок: описові, або метафоричні; загадки-питання; загадки-завдання.
Ерзянські прислів'я насамперед виражають любов до рідного краю, готовність захищати його, відображають необхідність дружби між народами тощо.
Поширюються від покоління до покоління, поєднуючи у собі глибокий зміст з дуже простою, але образною формою, легко запам'ятовуються.
Як правило, за формою усі короткі, їхня будова відзначається симетричністю, поділом на частини, що римуються між собою (інколи ні), будуються з використанням або синтаксичного паралелізму — «Kodat čačtyjtne, istät kastyjtne» (укр. «Які батьки, такі і вихователі»), або протиставлення — «Ějkakšoś pravty vejke seĺveď, avaś - kavto» (укр. «Дитина впустить одну сльозу, а мати — дві»).
Найчастіше прислів'я використовують метафору, а також гіперболу — «Urozoń seĺvedeś - picipalaks» (укр. «У сиротиноньки сльоза — що пекуча кропива»), іронію — «Maštat videme- sokamo - maštt süroń kočkamo» (укр. «Вмієш орати-сіяти, вмій і урожай зібрати»), епітети — «Beräń azoroń krandazoś ki koly» (укр. «Віз недбайливого господаря всю дорогу зіпсує») та інші тропи.
Головною особливістю ерзянських прислів'їв є повчальність.